# Martín Larios y Herreros
Martín Larios y Herreros de Tejada (Laguna de Cameros, 11 de noviembre de 1798-París, 18 de diciembre de 1873) fue un empresario e industrial español, primer marqués de Larios, senador del Reino.

## Biografía
Pablo Larios, comerciante ganadero camerano viudo de dos matrimonios, primero de Manuela de Llera y después de Gregoria Herreros, y con varios hijos, se establece en Málaga cerca del año 1800. A la muerte de su padre, la familia se escinde; se marcharon a Cádiz y Gibraltar, él y su hermano Pablo, permaneciendo en Málaga los otros dos vástagos, Manuel Domingo Larios de Llera y Juan Larios Herreros. 
La primera iniciativa económica del clan Larios fue la sociedad de comercio creada por Manuel Domingo Larios Llera y Hermano; en cambio, Pablo y él llevan a efecto la fundación de dos entidades mercantiles. De un lado, Larios Hermanos y Martín Larios, Lasanta y Compañía, la primera con sede en Gibraltar, y la segunda, en Cádiz. Dichas sociedades produjeron suculentos dividendos, orientadas principalmente hacia el crédito monetario.

### Regreso a Málaga
Su hermano Manuel Domingo Larios de Llera fallece en Málaga el 19 de mayo de 1830 y, como consecuencia de ello, él regresa a Málaga constituyendo una nueva entidad bajo la denominación de Larios Hermanos y Cia. Al principio, Martín Larios crea comercios, pero en la década de 1840 da el gran salto a la industria azucarera y textil. Los Larios, que tenían muchos contactos en Inglaterra y Francia, adoptaron el modelo de industria textil de la revolución industrial británica e incluso contaron con técnicos ingleses para construir las fábricas de algodón de la provincia. Las dos grandes empresas de Martín Larios, que luego continuó su hijo Manuel Domingo, Industria Malagueña S.A., inaugurada en 1846, y La Aurora, inaugurada en 1856, continuaron existiendo hasta 1905 y 1970 respectivamente.
Así mismo, Martín Larios se involucró en el que fuera uno de los primeros proyectos de ferrocarril de España en 1851, la línea Córdoba-Málaga, aunque las obras y los trámites administrativos se dilataron en el tiempo. El tren con Córdoba, finalizado en 1866, pretendía buscar una salida a la falta de carbón mineral en Málaga, una de los grandes problemas que frenaban la industria malagueña. Desgraciadamente, cuando llegó carbón mineral a Málaga, los productos textiles catalanes y vascos ya eran más competitivos.
La posición de poder de Martín Larios y su familia en la sociedad malagueña de la época y su visión emprendedora retroalimentaron su papel en la economía de la ciudad. En 1865, Martín Larios recibió el título de marqués de manos de Isabel II como reconocimiento a sus méritos laborales.

### Exilio a Francia y fallecimiento
Los Larios tuvieron una traumática experiencia cuando una serie de obreros que trabajaban en las fábricas del marqués rodearon el palacio de la familia, donde ahora se ubica el edificio de La Equitativa, durante la revolución La Gloriosa en 1868. La familia tuvo que huir por el tejado y decidió abandonar España, situando su residencia en París. A pesar de estar lejos de su tierra, la familia estuvo en contacto con sus negocios hasta que el título de marqués cayó sobre familiares residentes en Málaga.
Falleció en París el 18 de diciembre de 1873. Sus restos llegaron a Málaga el 14 de enero de 1875 y tras el funeral oficiado en la catedral de Málaga, fueron conducidos al Asilo de las Hermanitas de los Pobres en el barrio de El Perchel, que él mismo construyó años antes, donde recibió sepultura.

## Influencia
Los Larios invirtieron en casi todos los sectores económicos, tanto en la industria como en el comercio, compraron terrenos y negocios y ejercieron de prestamistas; incluso fueron socios fundadores del Banco de Málaga en 1856 para dar sostén financiero a todas sus empresas. Tuvieron fábricas de aceite y jabones en El Perchel. La diversificación en sus inversiones impidió que la familia se empobreciera pese las pérdidas de la industria azucarera y textil.

## Descendencia
Manuel Domingo Larios y Larios, fue el II marqués de Larios, continuador de los proyectos de su padre, y el impulsor, entre otros hitos, de la calle Marqués de Larios. 
El tercer marqués de Larios, José Aurelio Larios y Larios, junto con Enrique Crooke Larios, marqués del Genal, se iniciaron en el negocio del vino con la compra de las bodegas Jiménez y Lamothe, que resultó en las Bodegas Larios. Este negocio abrió un nuevo frente comercial y relanzó el nombre de la familia en el siglo XX hasta que las vendieron a Bacardí en 1974. Actualmente, los descendientes de los Larios diversificaron su actividad y lo que eran explotaciones de caña se han convertido en cultivos de aguacates, además de haber creado un emergente negocio inmobiliario.